# Мурсал
Мурсал (азерб. Mürsəl) — село в Мурсалском административно-территориальном округе Агдашского района Азербайджана.

## Этимология
Название просиходит от племени мурсаллы, переселившегося сюда из Аджиноурского предгорья.

## История
Село Мурсаль в 1913 году согласно административно-территориальному делению Елизаветпольской губернии относилось к Мурсальскому сельскому обществу Арешского уезда.
В 1926 году согласно административно-территориальному делению Азербайджанской ССР село относилось к дайре Халдан Нухинского уезда.
После реформы административного деления и упразднения уездов в 1929 году был образован Шыхлинский сельсовет в Агдашском районе Азербайджанской ССР.
Согласно административному делению 1961 и 1977 года село Мурсал входило в Шыхлинский сельсовет Агдашского района Азербайджанской ССР.
В 1999 году в Азербайджане была проведена административная реформа и внутри Мурсалского административно-территориального округа был учрежден Мурсалский муниципалитет Агдашского района.

## География
Мурсал расположен на берегу каналов Шыхлыарх и Мурсаларх.
Село находится в 9 км от райцентра Агдаш и в 248 км от Баку. Ближайшая железнодорожная станция — Ляки.
Село находится на высоте 20 метров над уровнем моря.

## Население
| Численность населения | Численность населения | Численность населения | Численность населения |
| 1886                  | 1985                  | 1999                  | 2009                  |
| --------------------- | --------------------- | --------------------- | --------------------- |
| 722                   | ↗1000                 | ↗1226                 | ↗1417                 |

В 1886 году в селе проживало 722 человека, большинство — азербайджанцы, по вероисповеданию — мусульмане-сунниты.
Население преимущественно занимается хлеборобством и животноводством.

## Климат
| Показатель                                                                              | Янв. | Фев. | Март | Апр. | Май  | Июнь | Июль | Авг. | Сен. | Окт. | Нояб. | Дек. | Год  |
| --------------------------------------------------------------------------------------- | ---- | ---- | ---- | ---- | ---- | ---- | ---- | ---- | ---- | ---- | ----- | ---- | ---- |
| Средний суточный максимум, °C                                                           | 7,1  | 8,3  | 12,6 | 20,7 | 25,7 | 29,9 | 33,8 | 32,5 | 28,2 | 21,1 | 14,3  | 9,2  | 20,3 |
| Средняя температура, °C                                                                 | 3,0  | 4,2  | 8,1  | 14,9 | 19,7 | 24,0 | 27,5 | 26,3 | 22,4 | 16,0 | 10,1  | 5,2  | 15,1 |
| Средний суточный минимум, °C                                                            | −1   | 0,2  | 3,7  | 9,1  | 13,8 | 18,2 | 21,2 | 20,1 | 16,6 | 11   | 6,0   | 1,2  | 10   |
| Норма осадков, мм                                                                       | 22   | 27   | 31   | 40   | 55   | 43   | 23   | 25   | 26   | 54   | 32    | 25   | 403  |
| Источник: https://en.climate-data.org/asia/azerbaijan/agdas-rayonu/muers%C9%99l-954963/ |      |      |      |      |      |      |      |      |      |      |       |      |      |

Среднегодовая температура воздуха в селе составляет +15,1 °C. В селе семиаридный климат.

## Инфраструктура
В советское время в селе располагались две молочно-товарных фермы.
В селе расположены почтовое отделение, РТС, библиотека, медицинский пункт, школа, мечеть, ресторан.